# Calamus tenompokensis
Calamus tenompokensis är en enhjärtbladig växtart som beskrevs av Caetano Xavier Furtado. Calamus tenompokensis ingår i släktet Calamus och familjen Arecaceae. Inga underarter finns listade i Catalogue of Life.